# リンスピード・オアシス
リンスピード・オアシス (Rinspeed Oasis) は、リンスピードが2017年に発表したコンセプトカーである。

## 概要
オアシスは2017年のCESで発表された電動コンセプトカーである。
ガラス面積が大きく開放的な室内空間が特徴。先進の車載コネクティビティ及びインフォテインメントシステムを備え、ダッシュボードに配置された5Kワイドスクリーンディスプレイには、音声認識やジェスチャーでのコントロール機能を搭載している。
自動運転時には、ステアリングホイールがテーブルとなり、パソコンの使用や作業が可能。また、フロントノーズには小さな庭園が組み込まれ、植物を植えることができる。
庭園は取り外しが可能。最高速度は130km/h、0-100km/hは9.7秒。オアシスはTwitterやfacebook、Instagramなどの各種SNSと連携し、SNSを介してオアシスを呼び出したり、オアシスに搭載されているアシスタントシステム自ら写真撮影や投稿などを行うことができる。

## 参照
1. ↑   https://response.jp/article/2017/01/09/288014.html
2. ↑   https://www.rinspeed.com/en/Oasis_21_concept-car.html